# Cyriocosmus aueri
Cyriocosmus aueri – gatunek małego ptasznika z rodziny ptasznikowatych (Theraphosidae). Jest bardzo rzadki i zamieszkuje tylko Peru. Nie jest na liście CITES. Gatunek ten jest też trzymany w hodowlach.
W naturze żyje pod kłodami, w norach i różnych wgłębieniach, żywi się owadami. Rozstaw odnóży wynosi około 6 cm.

## Hodowla
Cyriocosmus aueri wszedł na rynek hobbistyczny w 2007 roku. Nie jest on objęty konwencją CITES. W terrarium zaleca się 5–6 cm podłoża, aby pająk mógł wykopać sobie norę i przykryć ją siecią. Ponadto temperatura powinna wynosić 20–24 °C, a wilgotność 70–80%. Młode chętnie jedzą nielotne muszki owocówki i małe świerszcze. Gatunek ten szybko rośnie i po roku może uzyskać dojrzałość płciową.